# BennuGD
Dit overzicht is mogelijk incompleet; u kunt helpen door het uit te breiden.
BennuGD of Bennu is een programmeertaal om spellen te ontwerpen. De taal is afsplitsing van Fenix versie 0.93 en is opgezet om gebruiksvriendelijk te zijn. BennuGD kan worden ingezet voor zowel grafische als programmatische doeleinden, wat ervoor zorgt dat zowel beginners als ervaren programmeurs ermee te werk kunnen gaan.
BennuGD is platformonafhankelijk, dus compilaties kunnen op elk mogelijk platform draaien, waaronder Unix en afgeleiden als Linux, en Windows. De taal is voornamelijk gebaseerd op SDL. Bennu werkt met modules die SDL gebruiken, waardoor de taal zeer flexibel is. Spellen ontwikkelen voor GP2x en Dreamcast zijn dankzij de platformonafhankelijkheid ook mogelijk.